# MGC8902
MGC8902 é um gene implicado na função do neocórtex. Pesquisadores predizem que MGC8902 codifica múltiplas secções de uma proteína, denominada DUF1220, cuja função é desconhecida mas que é abundante no neocótex e em tipos particulares de células cerebrais.